# Cloeodes superior
Cloeodes superior is een haft uit de familie Baetidae. De wetenschappelijke naam van de soort is voor het eerst geldig gepubliceerd in 1991 door Kluge.
De soort komt voor in het Neotropisch gebied.